# Dorothy Lamour
Dorothy Lamour (10 de diciembre de 1914 - 22 de septiembre de 1996) fue una actriz de cine, y cantante estadounidense. Se la recuerda sobre todo por trabajar en la serie de exitosas comedias Road to... con Bing Crosby y Bob Hope.

## Primeros años
Lamour nació en Nueva Orleans, Luisiana, como Mary Leta Dorothy Slaton. Hija de Carmen Louise LaPorte y John Watson Slaton. Los dos trabajaban como camareros. De origen español e irlandés. El matrimonio de sus padres duró solo unos años, y su madre se volvió a casar con Clarence Lambour, y Dorothy tomó su apellido. Este matrimonio también acabó en divorcio cuando Dorothy era una adolescente. La economía familiar era tan desesperada que cuando tenía 15 años, falsificó la firma de su madre en un documento que le autorizaba a abandonar el colegio. Más tarde, asistió a una escuela de secretariado para la que no necesitaba el diploma de la escuela secundaria. Era una excelente mecanógrafa y normalmente escribía sus propias cartas, incluso después de hacerse famosa.
Después de ganar en 1931 el concurso de belleza Miss Nueva Orleans, su madre y ella se mudaron a Chicago, donde Dorothy ganaba 17 dólares a la semana como ascensorista en los almacenes Marshall Field en la calle State. No tenía formación como cantante pero un amigo le convenció para que se presentara para un anuncio con Herbie Kay, un director de orquesta que tenía un programa nacional de radio llamado The Yeast Foamers.
Dejó la orquesta de Kay y se mudó a Manhattan, donde Rudy Vallee, un cantante conocido por entonces, le ayudó a conseguir un trabajo de cantante en un conocido night club, El Morocco. Trabajó también en 1 Fifth Avenue, un cabaret donde conoció a Louis B. Mayer, magnate de los estudios MGM. Fue Mayer quien organizó una prueba de cámara para Dorothy, que la llevó a ser contratada por la Paramount en 1935.
Ese mismo año, consiguió su propio programa musical de 15 minutos en NBC Radio. También cantó en el conocido programa de radio de Rudy Vallee. Cuando estaba en el apogeo de su popularidad, sus fanes sugirieron que su apellido fue creado por un agente a partir de la palabra francesa "amour". Fue Dorothy quien la adaptó de Lambour, que era el apellido de su padre adoptivo, Clarence. 
Conoció a J. Edgar Hoover, director del F.B.I. Según el biógrafo de Hoover Richard Hack, Hoover estaba interesado en Dorothy, pero ella solo quería una amistad. Hoover y Lamour fueron grandes amigos hasta la muerte de Hoover. Lamour nunca negó los rumores de una aventura amorosa entre ellos.

## Carrera

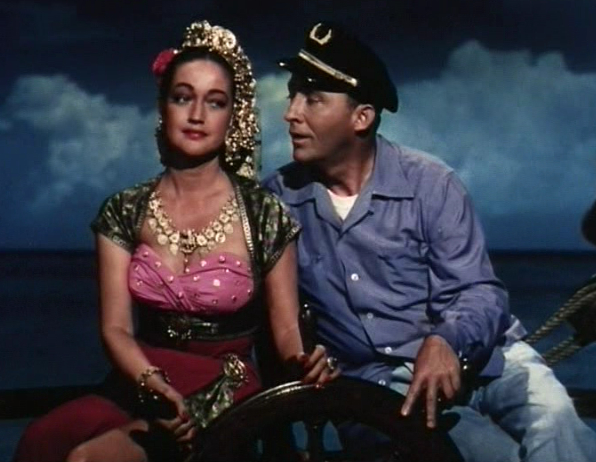
Dorothy Lamour junto a Bing Crosby en Road to Bali.

En 1936, se trasladó a Hollywood y trabajó regularmente en películas de Paramount Pictures. El papel que hizo de ella una estrella fue el de Ulah (una especie de Tarzan femenina) en The Jungle Princess (1936). Mientras se le adjudicaba fama como símbolo sexual, Lamour también demostró talento como actriz cómica y dramática. Estuvo entre las actrices más populares del cine entre 1936 y 1952.
Trabajó en la serie de películas Road to... con Bing Crosby y Bob Hope en los años 40 y 50. Las películas fueron grandes éxitos durante los 40, y cada año se situaban entre las más taquilleras. Las películas se centraban más en Hope y Crosby, ella estaba preciosa, y cantaba algunas de sus canciones más conocidas. Su contribución a las películas fue considerada, tanto por el público como por los dueños de los teatros, de tanta importancia como la de Crosby y Hope. La serie finalizó con Road to Bali (1952) cuando Lamour inició su declive mientras que Crosby y Hope continuaron siendo importantes figuras del negocio.
Durante los años de la Segunda Guerra Mundial, era una de las pinup más populares entre los soldados, con Betty Grable, Rita Hayworth, Lana Turner y Veronica Lake. Lamour fue en gran medida responsable de poner en marcha las giras de bonos de guerra, en las que estrellas de cine viajaron por todo el país vendiendo bonos del gobierno al público. Solo Lamour promovió la venta de unos 21 millones de dólares en bonos de guerra.
Otras películas de Lamour son:
- The Hurricane de John Ford (1937),
- Spawn of the North (1938),
- Disputed Passage (1939),
- Johnny Apollo (1940),
- Aloma of the South Seas (1941),
- Beyond the Blue Horizon (1942),
- Dixie (1943),
- A Medal for Benny (1945),
- My Favourite Brunette (1947),
- On Our Merry Way (1948)

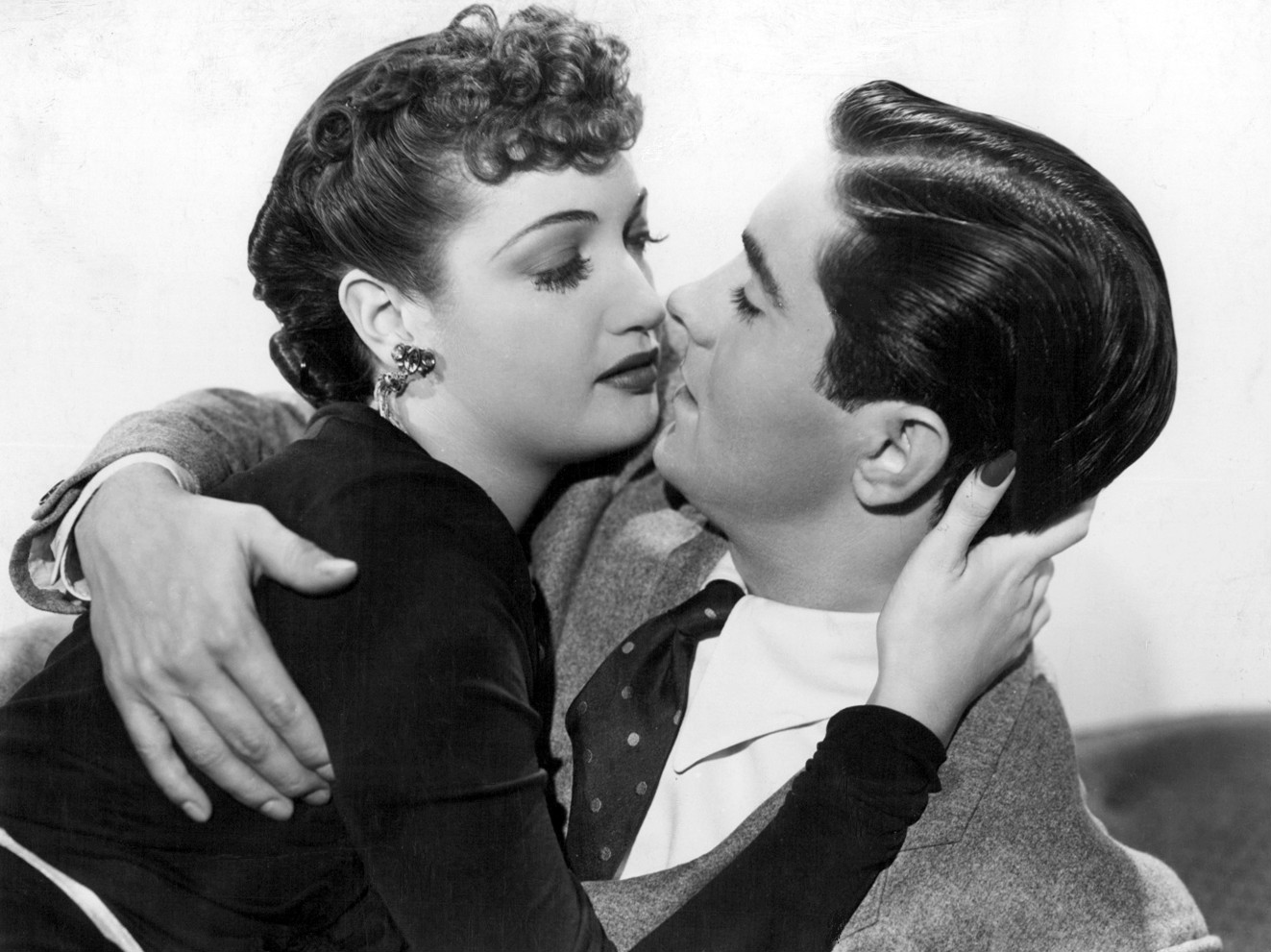
Tyrone Power y Lamour en los roles protagónicos del film de 1949: Johnny Apollo

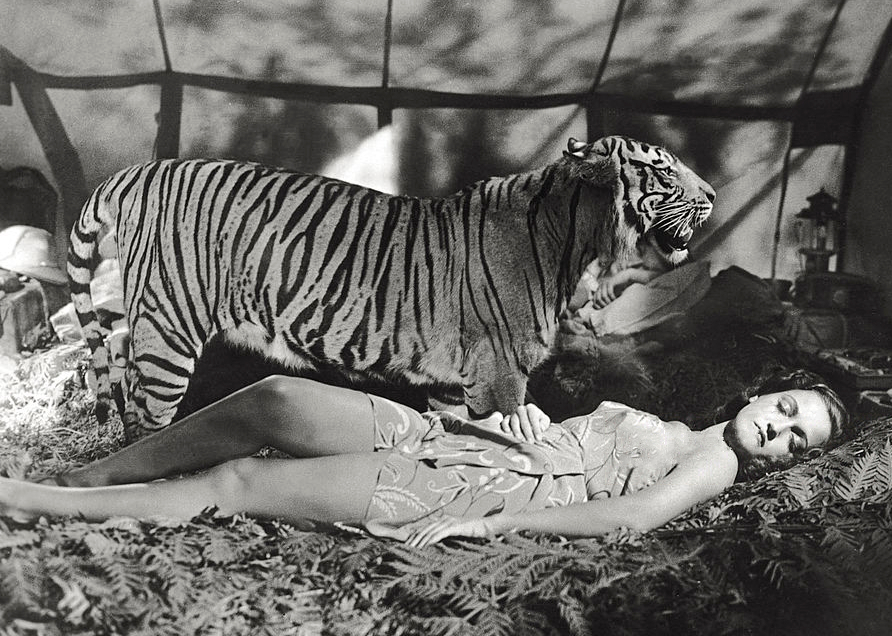
Dorothy Lamour en Beyond the Blue Horizon (1942).

- la ganadora del Oscar a la mejor película The Greatest Show on Earth (1952).
- Donovan's Reef (1963).

Como actores principales trabajaron William Holden, Tyrone Power, Ray Milland, Henry Fonda, Jack Benny, George Raft y Fred MacMurray.
En los primeros años 50 su carrera se fue apagando, y comenzó una nueva carrera como animadora de club nocturno y ocasionalmente actriz de teatro. En los años 60, volvió a la pantalla, con papeles secundarios en tres películas y al teatro, con la gira de Hello Dolly que duró un año cerca del final de la década.

## Últimos años
El buen humor de Lamour y su falta de pretensiones le permitieron tener una carrera muy larga en el mundo del espectáculo. Fue una atracción en el circuito de dinner theatre de los 70. En los 60 y 70, vivía con su marido Liamos Ross Howard III (con el que se casó en 1943), en Baltimore, Maryland. Él murió en 1978. Lamour publicó su autobiografía My Side of the Road en 1980, volvió a actuar en clubes nocturnos, y actuó en obras y series de televisión tales como Hart to Hart, Crazy Like a Fox y Se ha escrito un crimen.
Durante los años 1990, solo trabajó en contadas ocasiones pero le hicieron varias entrevistas en revistas y programas televisivos. En 1995, el musical Swinging on a Star, una revisión de canciones escritas por Johnny Burke se estrenó en Broadway y se mantuvo tres meses en cartel. Lamour aparecía en los créditos como “asesora especial”. Burke fue autor de muchas de las más famosas canciones de la serie de películas Road to.... El musical fue nominado para los premios Tony como mejor musical y la actriz en el papel de Dorothy Lamour, Kathy Fitzgerald, también fue nominada.
Lamour murió en su casa en North Hollywood, California a los 81 años. Fue enterrada en el cementerio Forest Lawn, Hollywood Hills en Los Ángeles, California.